# Qualea johannabakkerae
Qualea johannabakkerae är en tvåhjärtbladig växtart som beskrevs av Marc.-berti. Qualea johannabakkerae ingår i släktet Qualea och familjen Vochysiaceae. Inga underarter finns listade i Catalogue of Life.